# Льоса, Клаудия
Клаудия Льо́са Буэ́но (исп. Claudia Llosa Bueno; род. 15 ноября 1976, Лима) — перуанский кинорежиссёр и сценарист.

## Биография
Племянница писателя Марио Варгаса Льосы и кинорежиссёра Луиса Льосы. С 2000 года живёт в Барселоне.
Закончила отделение кинофакультета массовых коммуникаций Университета Лимы, затем училась в Нью-Йорке и Мадриде. После окончания учёбы в испанской столице начала писать сценарий для своего первого полнометражного фильма «Мадейнуса». Работала в Барселоне в рекламной индустрии. После мирового успеха своего второго фильма «Молоко скорби» (2004) была приглашена стать членом Академии кинематографических искусств и наук в Голливуде.
Премьера второго фильма, «Молоко скорби», состоялась в 2009 году на 60-м Берлинском международном кинофестивале, где он получил премию Международной федерации кинопрессы (ФИПРЕССИ), а затем «Золотого медведя». Затем он был выпущен в Испании и, наконец, в Перу. Фильм получил ещё несколько призов на различных фестивалях и был номинирован на премию «Оскар».
В 2013 году дебютировала как писатель с рассказом «The Glass War».
В 2014 году представила свой первый фильм на английском языке, Aloft (в российском прокате «В воздухе»). в главных ролях Дженнифер Коннелли, Киллиан Мёрфи, Мелани Лоран и Уна Чаплин, — который открыл кинофестиваль в Малаге в 2014 году, где он выиграл приз за лучшую операторскую работу.

## Фильмы и призы
| Год  | Кинофестиваль                                      | Категория                                     | Фильм         |
| ---- | -------------------------------------------------- | --------------------------------------------- | ------------- |
| 2003 | Фестиваль нового латиноамериканского кино в Гаване | Лучший сценарий                               | Madeinusa     |
| 2005 | Сандэнс                                            | Большой приз жюри                             | Madeinusa     |
| 2005 | Роттердамский кинофестиваль                        | Премия ФИПРЕССИ                               | Madeinusa     |
| 2005 | Кинофестиваль в Мар-дель-Плата                     | Лучший латиноамериканский фильм               | Madeinusa     |
| 2005 | Кинофестиваль в Мар-дель-Плата                     | Лучший кассовый сбор                          | Madeinusa     |
| 2005 | Малагский кинофестиваль                            | Лучший латиноамериканский фильм               | Madeinusa     |
| 2006 | Сеарский кинофестиваль                             | Лучший сценарий                               | Madeinusa     |
| 2006 | Лимский кинофестиваль                              | Лучший фильм                                  | Madeinusa     |
| 2006 | Лимский кинофестиваль                              | Премия национального конгресса кино           | Madeinusa     |
| 2007 | Картахенский кинофестиваль                         | Лучший художественный фильм (номинация)       | Madeinusa     |
| 2007 | Картахенский кинофестиваль                         | Специальный приз жюри                         | Madeinusa     |
| 2009 | 60-й Берлинский кинофестиваль                      | Золотой медведь                               | Молоко скорби |
| 2009 | 60-й Берлинский кинофестиваль                      | Премия ФИПРЕССИ                               | Молоко скорби |
| 2009 | Гвадалахарский кинофестиваль                       | Лучший художественный фильм                   | Молоко скорби |
| 2009 | Монреальский кинофестиваль                         | Лучший художественный фильм                   | Молоко скорби |
| 2009 | Лимский кинофестиваль                              | Лучший перуанский художественный фильм        | Молоко скорби |
| 2009 | Лимский кинофестиваль                              | Премия национального конгресса кино           | Молоко скорби |
| 2009 | Боготский кинофестиваль                            | Лучший художественный фильм                   | Молоко скорби |
| 2009 | Фестиваль нового латиноамериканского кино в Гаване | Лучшее художественное произведение            | Молоко скорби |
| 2010 | Премия Гойи                                        | Лучший фильм на испанском языке (номинация)   | Молоко скорби |
| 2010 | Оскар                                              | Лучший фильм на иностранном языке (номинация) | Молоко скорби |
| 2010 | Ариэль (премия)                                    | Лучший ибероамериканский фильм (номинация)    | Молоко скорби |
| 2012 | 64-й Берлинский кинофестиваль                      | премия «Тедди» 62-го Берлинского МКФ          | Локсоро       |
| 2014 | Малагский кинофестиваль                            | Лучшая операторская работа                    | В воздухе     |
| 2014 | 64-й Берлинский кинофестиваль                      | Золотой медведь (номинация)                   | В воздухе     |